# Angizia
Angizia es un grupo austríaco de avant garde metal y gótico operístico aunque también han sido categorizados dentro del "circus metal", que mantienen ese estilo de "pasan muchas cosas" en cada canción. Se puede definir como una mezcla de opereta del siglo XIX, música tradicional festiva centroeuropea con un poco de dramatismo "goethiano" y algún toque de  metal.

## Historia
La banda fue ideada por el escritor Michael Haas (también conocido como Engelke), en 1994. 

Ese mismo año, autopublican una demo llamada Kissarna, de 25 minutos. Después de contactar con Napalm Records, en 1996 publican un split CD con la banda de black metal Amestigon. 
Su primer álbum completo, Die Kemenaten scharlachroter Lichter (1997), tuvo buenas críticas en algunos medios. 

Su siguiente reto fue crear la "trilogía rusa" formada por los álbumes Das Tagebuch der Hanna Anikin (1997), Das Schachbrett des Trommelbuben Zacharias(1998) y 39 Jahre für den Leierkastenmann (2001).

39 Jahre für den Leierkastenmann (subtitulada "Ein Stück für die Judenstadt") es una obra de teatro en tres actos que narra las desgracias de cuatro músicos judíos rusos durante la Segunda Guerra Mundial.

Posteriormente publicaron Ein Toter Fährt Gern Ringelspiel y en septiembre de 2010 afirmaron en su página de Facebook que estaban preparando un nuevo álbum, llamado "Kokon", publicando 2 vídeos cortos como adelanto.

Ese álbum, el último hasta el momento, fue publicado el 11 de febrero de 2011, a través de la discográfica Medium Theater (la misma que sus dos anterior trabajos) con el nombre de kokon. Ein schaurig-schönes Schachtelstück.

## Integrantes
- Michael Haas (voz)
- Irene Denner (voz)
- Rainer Guggenberger (voz)
- Jochen Stock (voz)
- Mario Newtwich (piano)
- Krzysztof Dobrek (acordeón)
- Roland Bentz (violín)
- Svea Juckum-Bentz (violín)
- Martina Engel (violín)
- Giuseppe Gravoni (chelo)
- Bernhard Seibt (clarinete)
- Alex Dostal (batería)
- Emmerich Haimer (guitarra)
- Harald Hauser (bajo)
- Jochen Stock (bajo)
- Gottfried Kölbl (Tuba/Trombón)

## Discografía

### Álbumes de estudio
- Die Kemenaten Scharlachroter Lichter 1997. Napalm Records.
- Das Tagebuch Der Hanna Anikin 1997. Napalm Records.
- Das Schachbrett Des Trommelbuben Zacharias 1998. Black Rose Productions.
- 39 Jahre Für Den Leierkastenmann 2001. Medium Theater.
- Ein Toter Fährt Gern Ringelspiel 2004. Medium Theater.
- kokon. Ein schaurig-schönes Schachtelstück 2011. Medium Theater.
- Des Winters finsterer Gesell 2013. Medium Theater.

### Colaboraciones
- Heidebilder (Split con Amestigon) 1996. Napalm Records.

### EP
- 39 Jahre für den Leierkastenmann / Ein Auszug des Hörspiels. 2001. Medium Theater.

### Compilaciones
"With Us Or Against Us - Volume 2" (contribuyó con la canción Der Kirschgarten Oder Memoiren An Die Stirn Der Kindeszeit) (1997).

"Kenotaph" (contribuyó con la canción Ithzak Kaufmann Und Das Bindfadencello) (2005).

## Enlaces
- Página oficial en inglés de Angizia
- Angizia en la Encyclopaedia Metallum.

- Datos: Q477822